# Asticta pastinum
Asticta pastinum là một loài bướm đêm trong họ Erebidae.